# Teófilo Borunda
Teófilo Roberto Borunda Ortíz (* 4. Februar 1912 in Municipio Satevó, Chihuahua; † 18. März 2001 in El Paso, Texas) war ein mexikanischer Politiker des Partido Revolucionario Institucional (PRI) und Diplomat, der unter anderem zwischen 1951 und 1952 Präsident des Abgeordnetenhauses (Cámara de Diputados), von 1956 bis 1962 Gouverneur des Bundesstaates Chihuahua sowie zwischen 1971 und 1972 Botschafter in Argentinien war.

## Leben

### Abgeordneter, Parlamentspräsident und Senator
Teófilo Roberto Borunda Ortíz besuchte die Grundschule und die Sekundarschule in Chihuahua und begann dort auch ein grundständiges Studium, das er jedoch ohne Abschluss beendete. Seine politische Laufbahn für den Partido de la Revolución Mexicana (PRM) begann er in der Kommunalpolitik und war zunächst Mitglied des Stadtrates von Ciudad Juárez, dessen Bürgermeister er zwischen 1940 und 1941 war. Zum Ende seiner Amtszeit war er in Ciudad Juárez auch Gründer der Nationalen Konföderation der Volksorganisationen CNOP (Confederación Nacional de Organizaciones Populares), eine Vereinigung innerhalb des PRM. Am 1. September 1943 wurde er für den PRM erstmals Mitglied des Abgeordnetenhauses (Cámara de Diputados), des Unterhauses des Kongresses der Union (Congreso General de los Estados Unidos Mexicanos), und vertrat in diesem bis zum 30. August 1946 in der 39. Legislaturperiode den 3. Wahlbezirk des Bundesstaates Chihuahua. Daraufhin wurde er 1946 zum Generalsekretär des Zentralvorstandes (Comité Ejecutivo Nacional) des in Partido Revolucionario Institucional (PRI) umbenannten PRM ernannt, dessen neuer Präsident vom 5. Dezember 1946 bis zum 4. Dezember 1952 Rodolfo Sánchez Taboada war.
Am 1. September 1949 wurde Borunda abermals Mitglied des Abgeordnetenhauses und gehörte diesem in der 41. Legislaturperiode wieder als Vertreter des 1. Wahlbezirks des Bundesstaates Chihuahua bis zum 31. August 1952 an. Im September 1951 löste er Manuel Jiménez San Pedro als Präsident des Abgeordnetenhauses ab und hatte dieses Amt als Parlamentspräsident bis September 1952 inne, woraufhin Jesús Robles Martínez seine Nachfolge antrat. Er war zugleich Vorsitzender des Hauptausschusses des Kongresses, der Gran Comisión. Nach seinem  Ausscheiden aus dem Abgeordnetenhaus wurde er am 1. September 1952 für eine sechsjährige Wahlzeit Mitglied des Senats (Senado de México), des Oberhauses des Kongresses der Union, dem er als Vertreter des Bundesstaates Chihuahua bis zu seinem freiwilligen Mandatsverzicht am 4. Oktober 1956 angehörte. Er war zeitweise auch Präsident des Senats.

### Gouverneur von Chihuahua und Botschafter in Argentinien

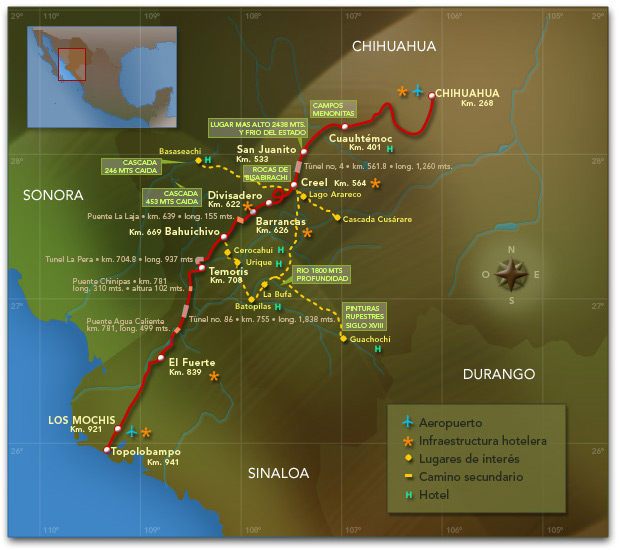
Während seiner Amtszeit als Gouverneur wurde die Ferrocarril Chihuahua al Pacífico, die Eisenbahnstrecke von Chihuahua nach Topolobampo am Pazifischen Ozean, fertiggestellt.

Vor seinem Ausscheiden aus dem Senat wurde Teófilo Borunda als Nachfolger von Jesús Lozoya Solís für eine sechsjährige Wahlzeit zum Gouverneur des Bundesstaates Chihuahua gewählt. Er hatte dieses Amt vom 4. Oktober 1956 bis zum 3. Oktober 1962 inne und wurde daraufhin von Práxedes Giner Durán abgelöst. Während seiner Amtszeit als Gouverneur wurde die Ferrocarril Chihuahua al Pacífico, die Eisenbahnstrecke von Chihuahua nach Topolobampo am Pazifischen Ozean, fertiggestellt und der Fluss Chuvíscar in dem Abschnitt, der die Stadt Chihuahua durchquert, kanalisiert. Eines seiner herausragendsten Werke während seiner Amtszeit war der Chihuahua-Plan. 
Nach Beendigung seiner Amtszeit als Gouverneur war Borunda Generalmanager von COVE. Zuletzt wurde er 1971 als Nachfolger von Bernardo Reyes Morales zum Botschafter in Argentinien und verblieb auf diesem Posten bis 1972, woraufhin Jaime Jiménez Muñoz ihn ablöste. 
Aus seiner Ehe mit Hortensia Flores ging die Tochter Rosa Margarita Borunda de Herrera hervor. Deren Ehemann, sein Schwiegersohn Fidel Herrera Beltrán, war ebenfalls Abgeordneter und Senator sowie zwischen 2004 und 2010 Gouverneur des Bundesstaates Veracruz.